# Ghouta

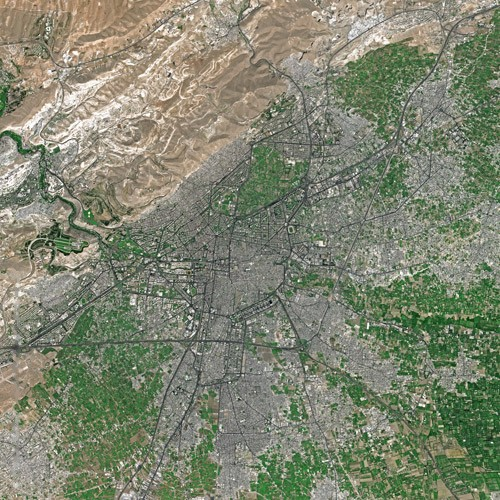
Satellietbeeld van Damascus en de Ghouta in 2006

De Ghouta (Arabisch: غوطة دمشق, Ghūṭat Dimashq) was oorspronkelijk de oase die bevloeid werd door de Barada en waar de latere hoofdstad van Syrië, Damascus werd gesticht.
De inwoners van Damascus groeven kanalen om het land aan weerszijden van de Barada te irrigeren, waardoor de Ghouta zich naar het zuiden en oosten van de stad uitbreidde. Uiteindelijk verwees de naam Ghouta naar het geïrrigeerde landbouwareaal rondom Damascus, dat op een zeker moment een oppervlak van 370 km² had. Vanaf de jaren 1980 nam de groei van Damascus sterk toe en nam het landbouwgebied af ten koste van huizenbouw en industrie.